# Lorient

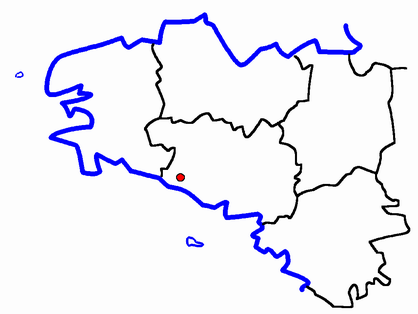
Położenie Lorient na mapie Bretanii

Lorient (wymowaⓘ, bret. An Oriant) – miejscowość i gmina we Francji, w regionie Bretania, w departamencie Morbihan.
Według danych na rok 1990 gminę zamieszkiwało 59 271 osób, a gęstość zaludnienia wynosiła 3391 osób/km² (wśród 1269 gmin Bretanii Lorient plasuje się na 4. miejscu pod względem liczby ludności, natomiast pod względem powierzchni na miejscu 578.).
Podczas II wojny światowej w tutejszym porcie zbudowano jedną z głównych baz niemieckich okrętów podwodnych operujących na Atlantyku. Pomiędzy 14 stycznia a 17 lutego 1943 na miasto zrzucono ponad 60 000 bomb lotniczych. Lorient zostało prawie całkowicie zniszczone, straty w zabudowie wyniosły 90%. Po lądowaniu w Normandii niemiecki garnizon w Lorient i okolicach, liczący 26 tysięcy żołnierzy, był od jesieni 1944 roku oblegany przez siły alianckie i poddał się dopiero 10 maja 1945 roku, już po kapitulacji Niemiec.

## Znane osoby urodzone w Lorient
- Jean-Yves Le Drian, polityk, minister obrony 2012-2017, minister spraw zagranicznych 2017-2022,
- Nicole Marthe Le Douarin, biolożka

## Sport
- FC Lorient – klub piłkarski

## Miasta partnerskie
- Galway, Irlandia
- Vigo, Hiszpania
- Wirral, Wielka Brytania
- Windawa, Łotwa
- Ludwigshafen am Rhein, Niemcy
- Czeskie Budziejowice, Czechy
- Denizli, Turcja